# Elio Toaff

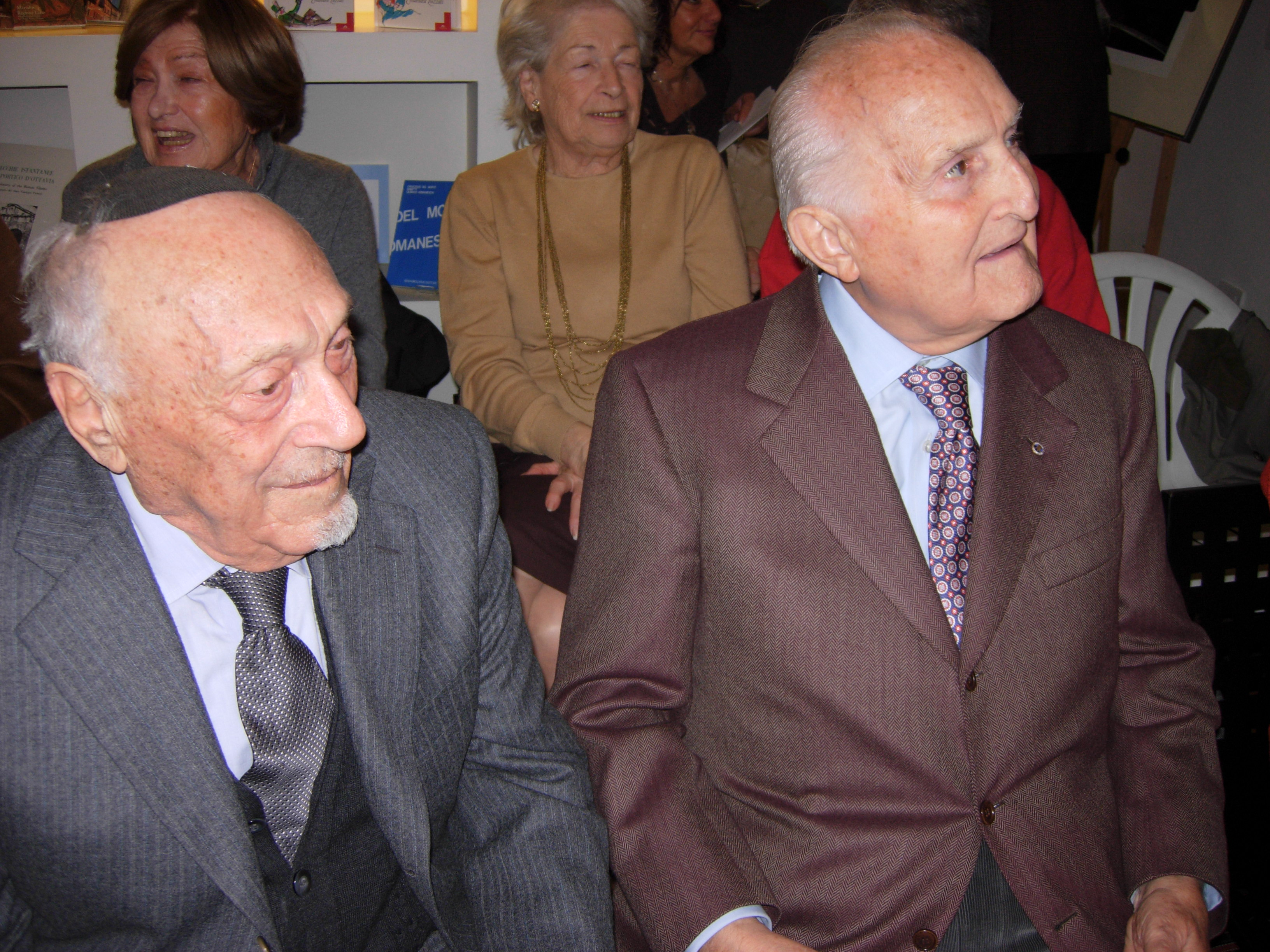
Elio Toaff en Oscar Luigi Scalfaro (2007)

Elio Toaff (Livorno, 30 april 1915 - Rome, 19 april 2015) was een Italiaanse rabbijn. Van 1951 tot 2002 was hij opperrabbijn van Rome.

## Biografie
Toaff werd in 1915 geboren in Livorno, waar zijn vader rabbijn was. In 1941 werd Toaff verkozen tot rabbijn van Ancona. In 1943 sloot hij zich aan bij de Resistenza, een gezamenlijke naam voor alle partijen tegen het fascisme. Na de Tweede Wereldoorlog werd hij rabbijn in Venetië. Van 1951 tot 2002 was hij opperrabbijn in Rome. 
Toaff engageerde zich voor een nauwere samenwerking tussen het christendom en het jodendom. Zo ontmoette hij paus Johannes Paulus II in 1986 in de grote synagoge van Rome. Het was op dat moment voor het eerst in de geschiedenis dat een paus een synagoge bezocht. 
De zoon van Elio Toaff, Ariël Toaff, is professor aan de Bar-Ilanuniversiteit.
Toaff overleed in 2015 op 99-jarige leeftijd.